# يعقوب بن الأفلح
يعقوب بن الأفلح هو إمام وحاكم تيهرت ضمن دولة الرستميين بالمغرب الأوسط، امتد حكمه بين سنتي 897 و901 خلفه بعدها أبو حاتم يوسف بن محمد الحكم.